# Лехач
Лехач (пол. Lechacz) — гірський потік в Україні, у Стрийському районі Львівської області у Галичині. Правий доплив Завадки, (басейн Дністра).

## Опис
Довжина потоку 5 км, найкоротша відстань між витоком і гирлом — 4,84 км, коефіцієнт звивистості потоку — 1,03. Формується багатьма безіменними гірськими струмками. Потік тече у гірському масиві Сколівські Бескиди (частина Українських Карпат).

## Розташування
Бере початок на північно-західних схилах гори Кропивничка (1144 м). Тече переважно на південний захід через мішаний ліс і у селі Завадка впадає у річку Завадку, праву притоку Стрию.